# Ласиця мала

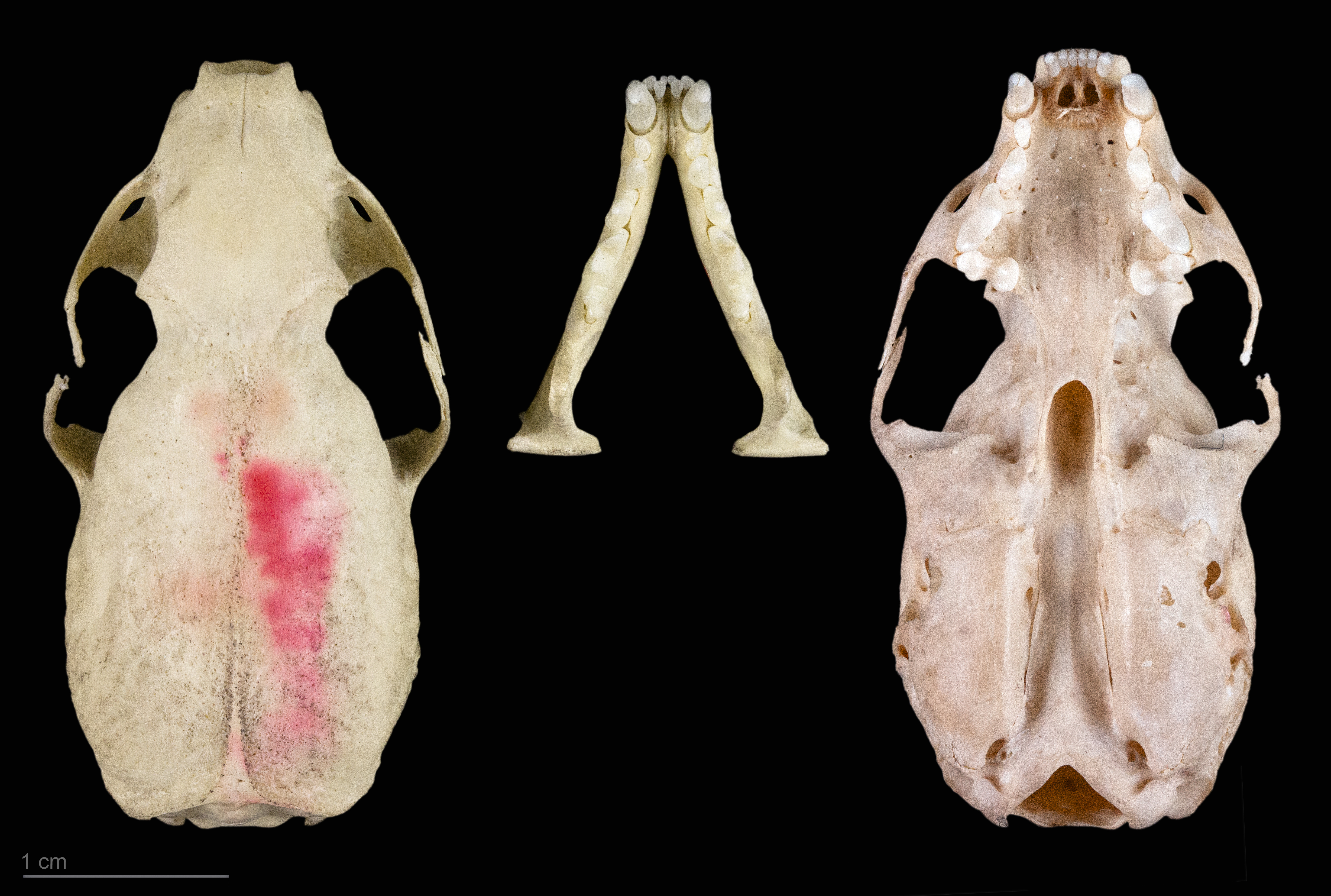
Череп Mustela nivalis - Тулузький музей

Ла́сиця мала́, або ла́ска  (Mustela nivalis) — ссавець, представник родини Мустелових (Mustelidae), найменший вид роду мустела (Mustela), найменша форма з надвиду «ласиць» (Mustela nivalis s. lato).
Населяє широкий діапазон середовищ існування, включаючи ліси, сільськогосподарські угіддя, трав'яні поля і луки, прибережні ліси, полезахисні смуги, альпійські луки і ліси, чагарники, степи і напівпустелі, прерії і прибережні дюни. Вид зустрічається від рівня моря до, принаймні, 3860 м.

## Походження назви
Mustela походить від лат. mustel, що перекладається як «мисливець на мишей» (mus = миша). nivalis походить від лат. nix, у родовому відмінку лат. nivis — «снігова». Мова йде про біле хутро, яке носять взимку північні популяції цього виду.

## Морфологія
Морфометрія. Довжина голови й тулуба: 114—260 мм, нижня межа ваги: 25 грамів.
Опис. M. nivalis має довге струнке тіло і короткі кінцівки, довгу шию і плоску вузьку голову, великі чорні очі і досить великі округлі вуха; вібриси довгі. Літній волосяний покрив близько 10 мм в довжину і в цілому шоколадно-коричневий на спині. Білий низ часто має коричневі плями або клапті. Лінія переходу між верхнім, коричневим і нижнім білим кольорами рівна в більшості форм і нерівна в деяких європейських і американських форм. Зимовий волосяний покрив становить близько 15-16 мм в довжину і абсолютно білий в північних популяцій, але залишається коричневим у південних популяцій. На кожній лапі 5 пальців. Пальці закінчуються гострими невтяжними вигнутими пазурами; підошви, за винятком подушечок вкриті волоссям. Велика індивідуальна та географічна мінливість існує в багатьох параметрах в залежності від статі, віку і пори року, у тому числі щодо кольору шерсті, положення розподільної лінії між коричневим та білим хутром, способу линяння, розміщення зубів, довжини хвоста і задніх ступнів, відносних вимірювань черепа і розмірів тіла. Статевий диморфізм у розмірах виразний, тим більше у великих підвидів.

## Поведінка
Робить нори у щілинах між корінням дерев, в порожнинах дерев, що впали або в покинутих норах інших видів. Мала ласиця —денний хижак дрібних ссавців (особливо гризунів), хоча також час від часу харчуються яйцями птахів, ящірками, жабами, саламандрами, рибами, хробаками і падлом. Може зберігати продукти протягом зими.
Стараються уникати відкритих просторів, де вони найвразливіші для хижаків.Самці й самиці живуть окремо протягом року, за винятком періоду розмноження. Зазвичай рухається швидко і невпинно, досліджуючи усі дірки і щілини вздовж регулярних маршрутів полювання, часто стає вертикально на задні лапи щоб придивитися і прислухатись чи нема поблизу можливих жертв або хижаків. Може лазити по деревах, щоб досліджувати гнізда птахів і вивірок; здібний, але повільний плавець. Активність проявляє і вдень і вночі протягом усього року, потрапляє в пастки в будь-який час, але частіше протягом дня. Поведінка вбивства є вродженою, молоді екземпляри, розлучені зі своєю матерями і одноплемінниками перед тим як їхні очі відкрилися, вбивали мишей у 50-60-денному віці, без попереднього досвіду. M. nivalis реагує на рухи здобичі, як на стимул для атаки. Поведінка вбивства не залежить від насичення, і M. nivalis вбиває рухомих жертв поки занадто втомиться, щоб убивати більше. Вбивчий укус припадає на потилицю і проникає в основу черепа або горла. M. nivalis починає їсти, поїдаючи мозок і голову, потім, якщо ще не ситий, переходить далі. Передню частину черепа, ноги і живіт, як правило, не їдять.

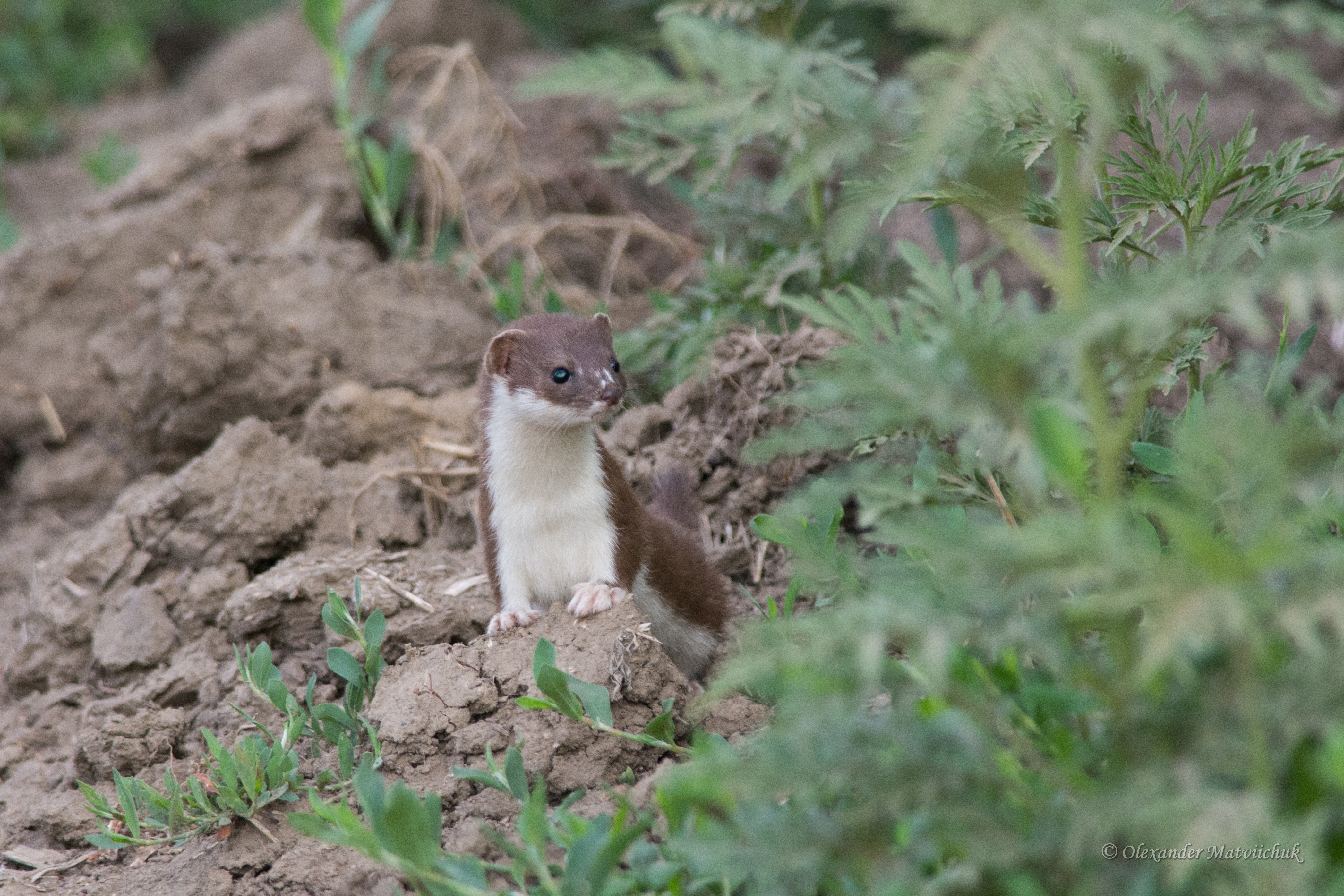
Ласиця в НПП «Кармелюкове Поділля»

### Сховища
Нори не є постійними. У межах своєї території, кожен M. nivalis використовує кілька нір або інших тимчасових притулків, звідки може полювати, відпочивати, ховатися від хижаків, або уникати непогоди.

## Життєвий цикл
Середня тривалість життя в дикій природі від 0,79 до 1,16 років. У неволі живе 7-10 років.

## Генетика
Каріотип M. nivalis має диплоїдне число, 2n=42 хромосоми і фундаментальне число, FN=70.

## Загрози та охорона
Загрози включають випадкові отруєння родентицидами і переслідування. Цей вид трапляється на багатьох природоохоронних територіях. Його включено до Додатка III Бернської конвенції та знаходиться під захистом на національному і субнаціональному законодавстві (наприклад, провінція Сичуань, Китай).